# Мам, я тебе люблю
Мам, я тебе люблю (латис. Mammu, es tevi mīlu) — латвійська драматична стрічка 2013 року, знята режисером Янісом Нордсом. Фільм розповідає про тринадцятирічного хлопця Раймонда та його стосунки з матір'ю. Світова прем'єра відбулася 11 лютого 2013 року на Берлінському кінофестивалі, а латвійська — 21 лютого 2013 року.

## Сюжет
Тринадцятирічний школяр Раймонд живе зі своєю матір'ю, яка багато працює, аби забезпечити сина. Одного разу, намагаючись приховати дрібну провину, Раймонд заплутується у брехні, що призводить до серйозних наслідків. Фільм досліджує теми довіри, провини, взаємин між батьками та дітьми.

## У ролях
| Актор                 | Роль          |
| --------------------- | ------------- |
| Крістоферс Коноваловс | Раймонд       |
| Віта Вārпіня          | мати Раймонда |
| Матісс Лівчанс        | друг          |
| Індра Брікє           |               |

## Виробництво
Фільм знятий студією «Tanka». Оператором виступив Тобіас Дойтумс, а продюсерами — Алісе Ґелзе та Гатіс Шмітс. Сценарій також написаний режисером Янісом Нордсом.

## Нагороди
«Мам, я тебе люблю» отримав низку престижних нагород:
- Міжнародний кінофестиваль у Берліні — Приз міжнародного журі за найкращий повнометражний фільм (2013)[1]
- Також фільм здобув нагороди на фестивалях у Європі, США та Азії.
- Стрічка була висунута Латвією на здобуття премії Оскар у номінації «Найкращий фільм іноземною мовою».